# Insulinoma
L'insulinoma è una forma di tumore che colpisce le cellule β delle isole di Langerhans del pancreas, e fra tutte le forme di neoplasie di tale zona è la più frequente. Caratteristica clinica fondamentale è l'ipoglicemia a digiuno causata da una secrezione di insulina eccessiva in relazione ai livelli di glucosio nel sangue.

## Epidemiologia
Colpisce prevalentemente i maschi in età adulta fra il terzo e il sesto decennio di età, l'incidenza si attesta su valori di 1 su 250 000 persone. La quasi totalità delle manifestazioni rimane benigna.

## Sintomatologia
I sintomi più frequenti sono nausea, vertigine, astenia, stupore, perdita di coscienza, disturbi oculari e attacchi provocati dal digiuno o dall'attività fisica che migliorano con l'alimentazione o la somministrazione parenterale di glucosio, un sintomo assai frequente è il forte aumento di peso.

## Esami
Il test cardine per la diagnosi biochimica è la dimostrazione dell'ipoglicemia mediante test del digiuno protratto o delle 72 ore. Il paziente viene invitato a non alimentarsi per un massimo di 3 giorni e, qualora dovesse verificarsi un'ipoglicemia, vengono dosati i livelli di insulina e C-peptide presenti nel sangue. Qualora essi dovessero essere inappropriatamente elevati viene posta la diagnosi.
Per quanto riguarda l'individuazione della massa tumorale essendo essa molto piccola esami quali TAC o l'ecografia o la risonanza magnetica nucleare pancreatica non riescono ad individuarla. Migliore sensibilità hanno metodiche quali l'arteriografia con test al calcio gluconato o l'ecografia eseguita per via endoscopica. Il chirurgo nella quasi totalità dei casi tramite palpazione o ecografia intraoperatoria individua gli insulinomi. Negli ultimi anni, grosso progresso alla diagnosi di insulinoma viene dall'esecuzione dell'ecoendoscopia pancreatica con eventuale biopsia dell'insulinoma.

## Terapie
Il trattamento è chirurgico. Specifici farmaci come il diazossido riescono ad inibire la secrezione dell'insulina nell'organismo. Un'alternativa è rappresentata dall'octreotide. La rimozione chirurgica va effettuata appena si scopre la presenza di tali neoplasie.